# 磁县站
磁县站原名磁州站，是一个京广线上的铁路车站，位于河北省邯郸市磁县磁州镇，建于1904年，目前为三等站，邮政编码为056500。目前客运：办理旅客乘降；行李、包裹托运；货运：办理整车、零担货物发到。